# 徐中行 (嘉靖進士)
徐中行（1517年9月5日—1578年11月11日），字子與，號龍灣、天目山人。浙江長興縣人。明朝文學家、政治人物。後七子之一。

## 生平
“美姿容，善飲酒”。嘉靖十九年（1540年）庚子科浙江鄉試第三十名，嘉靖二十九年（1550年）登二甲进士。初授刑部廣東司主事，歷升員外郎、貴州司郎中，出為福建汀州知府。曾與徐甫宰防禦廣東賊蕭五來犯。奔父喪，服除，補汝寧府。後謫長蘆鹽運使司判官，三月後遷江西瑞州府同知，丁母忧归。起升山東僉事，未任，隆慶二年（1568年）服除，补湖广佥事，管武昌道，掩捕湖盜柯彩鳳，得其積蓄，救活數萬饑民。隆慶四年（1570年）八月升雲南左參議，六年十一月升福建福宁兵备副使，万历二年六月升本省右參政，三年十月升按察使，五年正月升江西右布政使。萬曆六年（1578年）八月进左布政使，卒於官。

## 著作
善長七律，一生多處為官，行跡遍及貴州、雲南等地，詩歌多能描繪各地的山川風貌和社會習俗。胡應麟《詩藪》稱：“閎大雄整，卓然名家”，但其詩明顯有模仿杜甫的痕跡，散文成就亦不高。著有《天目山堂集》20卷、《青蘿館詩》6卷。

## 家族
曾祖徐亨祿；祖父徐禮；父徐柬，曾任壽官。母許氏。具庆下。兄中孚、中和。